# Gerda Raskin
Gerda Raskin (Herk-de-Stad, 2 maart 1954) is een voormalig Vlaams volksvertegenwoordiger. 

## Levensloop
Gerda Raskin, huisvrouw, werd politiek actief voor de Volksunie en werd lid van de Limburgse jongerenafdeling van de partij. Als lid van deze jongerenafdeling was Raskin samen met de latere minister en toenmalig voorzitter van de VUJO Johan Sauwens actief in het verzet tegen de aanleg van de N74-gewestweg. In 1980 vestigde ze zich in Kessel-Lo, waar ze voorzitter werd van de plaatselijke afdeling van de Volksunie.
In januari 1993 werd Raskin gemeenteraadslid van Leuven ter opvolging van Hans Bracquené, die naar de liberale VLD was overgestapt. Bij de gemeenteraadsverkiezingen van oktober 1994 werd ze niet herkozen.
Van maart 1997 tot juni 1999 zetelde ze voor de kieskring Leuven in het Vlaams Parlement ter opvolging van Willy Kuijpers. Bij de verkiezingen van 1999 kwam ze niet meer op. 